# غلين ميلر (لاعب دوري الرغبي)
غلين ميلر (بالإنجليزية: Glenn Miller)‏ هو لاعب دوري الرغبي أسترالي، ولد في 10 فبراير 1964.